# 맥시마 (소프트웨어)
맥시마(Maxima, /ˈmæksɪmə/)는 1982년 Macsyma 버전에 기반을 둔 컴퓨터 대수학 시스템이다. 커먼 리스프로 작성되었으며 macOS, 유닉스, BSD, 리눅스 등의 모든 POSIX 플랫폼과 마이크로소프트 윈도우, 안드로이드에서 동작한다. GNU 일반 공중 사용 허가서(GPL)로 배포되는 자유 소프트웨어이다.

## 같이 보기
- SageMath